# Leonhard von Koeller
Leonhard David von Koeller (* 8. Dezember 1831 in Bromberg; † 24. August 1915 in Berlin) war ein preußischer Generalleutnant und Kommandeur der 9. Division.

## Leben

### Herkunft
Leonhard war ein Sohn des preußischen Oberstleutnants Karl von Koeller (1776–1863) und dessen Ehefrau Auguste, geborene von Lutz (1798–1883).

### Militärkarriere
Nach dem Besuch der Höheren Dorotheenstädtschen Stadtschule in Berlin sowie der Kadettenhäuser in Potsdam und Berlin trat Koeller am 28. April 1849 als charakterisierter Portepeefähnrich in das 2. Infanterie-Regiment der Preußischen Armee ein. Er avancierte bis Mitte Oktober 1850 zum Sekondeleutnant und war vom 1. Oktober 1853 bis zum 30. Juni 1856 Adjutant des I. Bataillons im 2. Landwehr-Regiment in Stettin. Vom 1. Oktober 1858 bis zum 1. April 1859 war er zur Zentral-Turmanstalt kommandiert. Nach einer Rückkehr wurde er am 31. Mai 1859 zum Premierleutnant befördert. Am 1. Juli 1860 kam er in das Infanterie-Regiment Nr. 42 und war von Mitte Oktober 1860 bis Anfang Dezember 1861 als Adjutant der 6. Infanterie-Brigade kommandiert. Anschließend trat er als Hauptmann und Kompaniechef in den Truppendienst zurück. Vom 1. Februar bis zum 15. August 1864 war er als Spezialkommandant im Fort „Drigger Ort“ auf Rügen eingesetzt.
Während des Deutschen Krieges von 1866 kämpfte er bei Gitschin und Königgrätz. Am 20. April 1870 wurde er zum Lehr-Infanterie-Bataillon kommandiert. Während des Deutsch-Französischen Krieges kam er am 20. Juli 1870 zunächst zum Ersatz-Bataillon seines Regiments und am 11. September 1870 zum mobilen Regiment nach Frankreich. Am 8. November 1870 wurde er dem 7. Brandenburgischen Infanterie-Regiment Nr. 60 aggregiert und am 22. Dezember 1870 zum Major befördert. Während des Feldzuges kämpfte er bei Metz und Paris sowie den Gefechten bei Nogent-le-Roi und Dijon.
Ausgezeichnet mit dem Eisernen Kreuz II. Klasse wurde Koeller nach dem Friedensschluss am 24. Juni 1871 in das Regiment einrangiert und Mitte Mai 1873 zum Kommandeur des II. Bataillons ernannt. Am 20. September 1876 wurde er Oberstleutnant und am 14. Mai 1881 als Kommandeur in das Grenadier-Regiment „König Friedrich Wilhelm IV.“ (1. Pommersches) Nr. 2 versetzt. Am 16. September 1881 stieg er dort zum Oberst auf. Unter Stellung à la suite seines Regiments wurde Koeller am 3. August 1886 zunächst mit der Führung der 6. Infanterie-Brigade beauftragt. Am 18. November 1886 erfolgte seine Beförderung zum Generalmajor und die Ernennung zum Brigadekommandeur. Am 20. November 1888 wurde er zum Generalleutnant und Kommandeur der 9. Division ernannt. In dieser Eigenschaft erhielt er am 20. September 1890 den Stern zum Roten Adlerorden II. Klasse mit Eichenlaub. Unter Verleihung des Kronen-Ordens I. Klasse wurde Koeller am 13. Juni 1891 mit Pension zur Disposition gestellt.
Er starb am 24. August 1915 in Berlin und wurde am 27. August 1915 auf dem Invalidenfriedhof beigesetzt.
Der Kommandierende General des II. Armee-Korps General von der Burg schrieb 1888 in seiner Beurteilung: „Wo er anzugreifen hat, wird er das mit rücksichtsloser Energie tun, vor nichts zurückzuschrecken und den einmal gesetzten Entschluß konsequent durchführen. Gerade in schwierigen Lagen wird man sich unbedingt auf ihn verlassen können.“

### Familie
Koeller heiratete am 14. April 1858 in Stettin Sophie Luise Preußer (1838–1922), eine Tochter des Majors Ludwig Preußer. Das Paar hatte mehrere Kinder:
- Georg (1859–1921), preußischer Oberst und Kommandeur des 2. Rheinischen Husaren-Regiments Nr. 9
- Elisabeth (* 1861)